# Tyčinka (oko)

Stavba tyčinky

Stavba sítnice; v pravé (vnější) vrstvě jsou tyčinky a jeden čípek

Tyčinka je fotoreceptorická buňka v oční sítnici obratlovců, která obecně umožňuje vnímání kontrastů (černobílé mlhavé vidění při nízkém osvětlení). Tyčinka je pojmenována podle protáhlého až vláknitého tvaru. Barevné vidění neumožňuje – k tomu jsou třeba čípky, které se z tyčinek vyvinuly a přispěly tak k evoluční výhodě savců.

## Stavba
Tyčinky a čípky se nacházejí na vnější straně sítnice, až za různými nervovými buňkami. Délka tyčinek je až 50 µm, zatímco šířka asi 3 µm. V jejich tvaru se dají vypozorovat dvě základní části, vnější (směřující ven z oka) a vnitřní (směřující „do sklivce“). Jednotlivé části jsou odděleny konstrikcí (zúženinou). Ve vnější části se nachází samotné centrum vidění, protože se v něm nachází 600–1000 disků, jejichž membrána obsahuje oční purpur – rodopsin. V jedné tyčince je asi 100 milionů molekul rodopsinu.
Ve vnitřní části buňky se nachází velké množství mitochondrií a glykogenu. To naznačuje, že v této části se soustřeďuje energetický metabolismus, který vyživuje zbytek buňky. Nedaleko se také nachází množství ribozomů (resp. polyribozomy) umožňující rychlou syntézu proteinů.

## Funkce
V lidské sítnici se nachází 120–130 milionů tyčinek, tedy asi dvacetkrát více než čípků. To napovídá, že tyčinky jsou centrální buňky umožňující lidské vidění. Jsou to přeměněné neurony, v nichž díky rodopsinu dochází ke vzniku elektrického impulsu. Rodopsin se totiž po dopadu fotonu rozpadá na řadu jednotlivých složek. Tento rozpad je zodpovědný za vznik receptorového potenciálu, následně vzniku akčního potenciálu v očním nervu a dodání této informace do mozku.